# Michael Nielsen (skolemand)
 For alternative betydninger, se Michael Nielsen. (Se også artikler, som begynder med Michael Nielsen)
Michael Nielsen (8. december 1776 i Sønder Vilstrup ved Kolding–11. februar 1846 på Frederiksberg) var en dansk filolog og skolemand.
I tyveårsalderen blev han sat i Kolding Latinskole, hvorfra han dimitteredes 1801. Året efter tog han 2. eksamen med udmærkelse. Derefter begyndte han at studere teologi, men tog ikke nogen embedseksamen, da heftige hovedsmerter, som han skal have pådraget sig ved overdreven læsning, hemmede hans studier; desuden har han på grund af sine trange kår vistnok måttet undervise meget i skoler og har da sikkert snart følt, at skolegerningen var hans egentlige kald. Han var således lærer i latin og græsk i et par af hovedstadens mest bekendte skoler, Schouboes Institut og von Westens Skole, og vandt snart anseelse for sine fortrinlige læregaver. 1811 overtog han i Forening med theologisk kandidat Peder Rosenstand Wøldike bestyrelsen af den københavnske Borgerdydskole, som den gang var i forfald og sin opløsning nær; og 2 år efter, da Wøldike blev præst, blev Nielsen enebestyrer. Under hans kraftige styrelse hævede skolen sig snart og blev ikke blot landets største højere skole, i det den i sin glansperiode talte over 300 disciple i forberedelses-, handels- og studerende klasser tilsammen, men havde også ord for at være en af landets bedste skoler. Fra selve undervisningsdirektionen er der mange udtalelser, som vidner om, hvilken pris den satte på Nielsen som lærer og skolebestyrer. Således fremhævede den, da den 1822 indstillede ham til professortitelen, at skolen under hans styrelse "stedse havde hævdet sin Rang som en af Landets fortrinligste Undervisningsanstalter"; og 9 år senere anbefalede den på det varmeste en ansøgning fra Nielsen om, at der måtte gives ham en årlig understøttelse af statens midler til dermed at lønne en medhjælper, når han ikke længere havde kraft til ene at styre skolen, samt at der måtte indrømmes ham pensionsret ligesom statens embedsmænd. Det begærede tilsagn blev da også givet ham ved kongelig resolution af 12. februar 1831. Et vidnesbyrd om den anseelse, han nød også i videnskabelig henseende, have vi deri, at han 1836 i anledning af den forestående reformationsjubelfest blev opfordret af det filosofiske fakultet til at disputere for doktorgraden, en opfordring, som han dog ikke fulgte, da han næppe har kunnet finde den dertil fornødne tid. Overhovedet har Nielsen intet skrevet undtagen et par skoleprogrammer fra hans sidste år.
Skønt hans iver og interesse for skolen vistnok var usvækket til det sidste, oplevede han dog den sorg at se skolen gå ned ad bakke år for år, i det tilgangen af nye disciple stadig tog af, mest måske fordi de strænge opdragelsesprincipper, som han altid havde fulgt, ikke længere passede til tidsånden. Derfor søgte og fik han også det ham 1831 lovede tilskud (600 rigsdaler om året) til at lønne en medbestyrer for, der også kunne overtage en del af den undervisning i de øverste klasser, som han selv hidtil havde besørget (1838). Det var vel skolens mangeårige lærer og inspektør, den dygtige filolog og skolemand E.F.C. Bojesen, som han tog til medbestyrer; men allerede 1840 forlod denne skolen, i det han blev udnævnt til lektor ved Sorø Akademi, og det gik nu mere og mere tilbage med Borgerdydskolen. I 1842 måtte Nielsen søge om et forøget tilskud, da han ellers så sig nødt til at standse skolens virksomhed, og der blev da også tilstået ham en årlig understøttelse på 1400 rigsdaler; men 1844 opgav han kampen som håbløs, da skolen kun havde 40 disciple, fordelte på 7 klasser, og trak sig med pension af staten tilbage fra den skole, som han i en menneskealder havde viet al sin kraft. Der foreligger en mængde udtalelser om Nielsen både fra forhenværende disciple og fra mænd, der have været lærere under ham; men dommene om ham lyde så forskellig, at de synes næsten uforenelige. Nogle have følt sig frastødte af hans strænghed, så meget mere som den skal have været forbunden med vilkårlighed og partiskhed. En kalder ham således "en Despot, der lærte os at lyde, at tie til den blodigste Uret og at skrive latinsk Stil". En anden (Orla Lehmann) siger om hans opdragelseskunst, at den var "mere avende end opelskende, mere respektindgydende end sjælfuld og besjælende". En endnu strængere dom fældes af N.C.L. Abrahams.
Som modsætning hertil findes der en række højst anerkendende udtalelser. En forhenværende discipel, den senere så ansete rektor R.J.F. Henrichsen, siger således om ham: "Det var ikke blot denne Mands Undervisning,det var hele hans Individualitet, hans store moralske Kraft, det skarpe Blik, den Kjærlighed, der skinnede igjennem hans Strænghed, som gjorde ham til Gjenstand for hans Disciples Ærefrygt og inderlige Hengivenhed". En anden fremhæver, at "N. vilde behandle enhver af sine Elever saaledes, som han troede det tjente ham bedst i Følge hans sjælelige Individualitet». «Han vilde deres Vei, han vilde vække dem til Alvor, til Foragt for det slette, til Lyst til at gjøre deres Skyldighed." Til hans beundrere hører også Søren Kierkegaard. Men hvor forskjellig end opfattelsen af ham er, står det fast, at han var en ualmindelig dygtig lærer, der stillede store, måske for store, krav til sine disciple, men heller ikke sparede sig selv og levede og åndede for sit kald som lærer og opdrager, og dertil en mand, der var som skabt til at styre en stor skole ikke blot på grund af sin karakterfasthed og samvittighedsfuldhed, men tillige på grund af sit skarpe psykologiske blik, der også kom ham til gode ved valget af lærere. Den højagtelse og taknemmelighed, som mangfoldige af hans disciple nærede over for ham, lagde sig på en smuk måde for dagen ved hans bortgang fra skolen, i det omtrent 350 af dem lode præge en medalje i guld, som på den ene side bærer hans portræt og på den anden side har indskriften: "Fra taknemmelige Disciple og hengivne Venner". Ligeledes er hans navn knyttet til et legat, som blev oprettet 1837 i anledning af skolens 50-årige beståen.